# Nicole Struse
Nicole Struse född 31 maj 1971 i Haan, Nordrhein-Westfalen är en före detta tysk bordtennisspelare. Hon var europamästare i singel, dubbel och lag. 2004 vann hon Europa Top 12 på hemmaplan i Tyskland.
Struse deltog i tretton VM turneringar mellan 1989 och 2007 med en tredje placering i lag som främsta merit.
Hon deltog i nio EM turneringar mellan 1992 och 2007 och vann 5 guld, 3 silver och 3 brons.
Struse deltog i fyra OS turneringar med en kvartsfinal i singel 1996 som främsta merit.

## Meriter
- Bordtennis VM
  - 1991 i Chiba
    - kvartsfinal mixed dubbel
    - 13:e plats med det tyska laget

  - 1993 i Göteborg
    - kvartsfinal singel
    - 6:e plats med det sovjetiska laget

  - 1995 i Tianjin
    - kvartsfinal mixed dubbel
    - 6:e plats med det tyska laget

  - 1997 i Manchester
    - kvartsfinal singel
    - 3:e plats med det tyska laget

  - 2007 i Göteborg
    - kvartsfinal dubbel

- Bordtennis EM
  - 1992 i Stuttgart
    - kvartsfinal mixed dubbel

  - 1994 i Birmingham
    - 3:e plats singel
    - kvartsfinal dubbel
    - 2:a plats tyska laget

  - 1996 i Bratislava
    - 1:a plats singel
    - 1:a plats dubbel med Elke Schall
    - 1:a plats tyska laget

  - 1998 i Eindhoven 
    - 3:e plats singel
    - 1:a plats dubbel med Elke Schall
    - 1:a plats tyska laget

  - 2000 i Bremen
    - 3:e plats dubbel med Elke Schall
    - kvartsfinal mixed dubbel
    - 2:a plats tyska laget

  - 2002 i Zagreb
    - 2:a plats tyska laget

  - 2003 i Courmayeur
    - kvartsfinal singel

  - 2005 i Århus
    - kvartsfinal singel
    - kvartsfinal mixed dubbel

  - 2007 i Belgrad
    - kvartsfinal singel
    - kvartsfinal dubbel

- Europa Top 12
  - 1994 i Arrezo 3:a
  - 1995 i Dijon 3:a
  - 1996 i Charleroi 3:a
  - 1998 i Halmstad 2:a
  - 1999 i Split 7
  - 2000 i Alassio -
  - 2001 i Wels 5:e
  - 2002 i Rotterdam 2:a
  - 2003 i Saarebrucken 5:e
  - 2004 i Frankfurt 1:a
  - 2005 i Rennes 5:e
  - 2006 i Köpenhamn 5:e
  - 2007 i Arezzo 5:e